# Michail Pawlowitsch Tomski

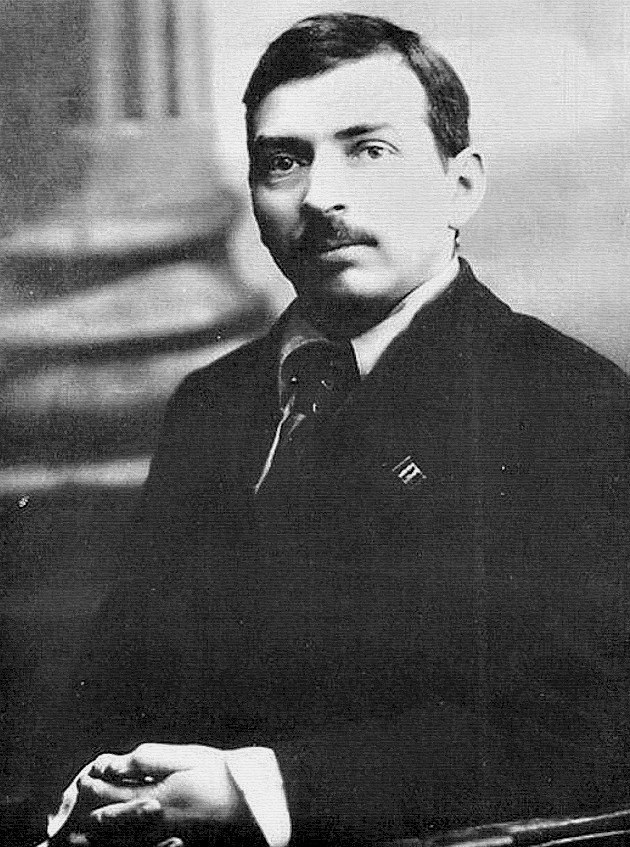
Michail Pawlowitsch Tomski (vor 1930)

Michail Pawlowitsch Tomski (eigentlich Jefremow, russisch Михаи́л Па́влович То́мский, wiss. Transliteration Michail Pavlovič Tomskij; * 19. Oktoberjul. / 31. Oktober 1880greg. in Kolpino bei Sankt Petersburg; † 22. August 1936 in Bolschewo bei Moskau) war ein sowjetischer Gewerkschaftsfunktionär. Er starb als Opfer der stalinschen Säuberungen.

## Leben

### Junger Revolutionär
Tomski war gelernter Lithograph, Fabrikarbeiter und Gewerkschaftsführer. Seine Gewerkschaftsarbeit führte 1904 zu seinem Eintritt in die Fraktion der Bolschewiki der Sozialdemokratischen Arbeiterpartei Russlands.
1905 ging er nach Estland und half während der Revolution beim Aufbau des Sowjets in Reval. Er wurde verhaftet und nach Sibirien deportiert.
Er entkam und kehrte nach Sankt Petersburg zurück, wo er seine Gewerkschaftsarbeit wieder aufnahm und Vorsitzender der Union der Graveure und Chromolithografen wurde. 1907 war er schon Delegierter auf dem Londoner Parteitag. 1908 erneut verhaftet, ging er ins Exil nach Frankreich, arbeitete an der Pariser Redaktionskonferenz des Proletari, kehrte aber 1909 nach Russland zurück. Erneut wegen politischer Aktivitäten verhaftet, verurteilte man ihn zu fünf Jahren Zwangsarbeit.
Nach der Februarrevolution 1917 wurde er von der Provisorischen Regierung aus der Haft entlassen, zog nach Moskau und nahm an der Oktoberrevolution teil.

### Im Zentrum der Macht
Im März 1919 wurde er in das Zentralkomitee (ZK) der KP Russlands (B), 1921 in dessen Orgbüro (das spätere ZK-Sekretariat) und am 3. April 1922 als Abschluss der Gründungskonferenz in das ZK der nun so genannten Kommunistischen Partei der Sowjetunion (B) gewählt. 1922 stieg er auch auf in das höchste politische Gremium der UdSSR, er wurde Vollmitglied im Politbüro der Kommunistischen Partei der Sowjetunion (KPdSU) und zwar in der Zeit vom 3. April 1922 bis zum 13. Juli 1930.
1922 bis 1929 hatte er den Vorsitz im Allrussischen Zentralrat der Gewerkschaften inne. Er gehörte mit den beiden anderen Generalsekretären, Andrés Nin und Alexander Losowski, dem ständigen Sekretariat der Roten Gewerkschafts-Internationale (Profintern) an.

### Opfer Stalins
Tomski galt zusammen mit Rykow und Bucharin als sogenannter „Rechtsoppositioneller“; die Gruppe wandte sich gegen eine schnelle Abschaffung der leninschen Neuen Ökonomische Politik (NEP) nach dessen Tod 1924. Zudem befürwortete er eine enge Zusammenarbeit mit der Amsterdamer Gewerkschaftsinternationale, um so, mit Blick auf das Ausland, Entscheidungen des ZK bezüglich sowjetischer Arbeitsbedingungen beeinflussen zu können. Stalin entschied dagegen, da er einen zunehmenden Einfluss der „kapitalistischen“ Arbeiterorganisation für „zersetzend“ hielt. Für die rasche Abschaffung der NEP und der Kollektivierung mit Zwangsenteignungen trat hingegen der linke Flügel der Partei um Trotzki ein.
Stalin gelang es mit Hilfe der „Rechten“ zwischen 1924 und 1926 zunächst, Trotzki von allen Ämtern zu beseitigen, dann wurden 1926 die weiteren „Linksoppositionellen“ u. a. Kamenew und Sinowjew aus dem Politbüro ausgeschlossen, und 1929 wurde Trotzki aus der UdSSR ausgewiesen.
Nun wandte sich Stalin gegen die „Rechten“ Bucharin, Tomski und Rykow. Am 23. April 1929 wurde zunächst Bucharin als Kominternvorsitzender abberufen, am 2. Juni 1929 dann Tomski von seinem Posten als Gewerkschaftsvorsitzender, am 17. November 1929 verlor Bucharin seine Mitgliedschaft im Politbüro, und schließlich am 25. November 1929 kapitulierte die so genannte „Rechte“ durch eine Erklärung in der Prawda:

„Wir halten es für unsere Pflicht, zu erklären, dass in diesem Streit die Partei und ihr Zentralkomitee im Recht war. Unsere Ansichten […] haben sich als falsch erwiesen. Wir erkennen diese unsere Fehler an und werden alle unsere Kräfte einsetzen, zusammen mit der gesamten Partei einen entschlossenen Kampf gegen alle Abweichungen von der Generallinie der Partei zu führen, vor allem gegen die rechten Abweichungen.“

1929 wurde Tomski zum Vorsitzenden der Allrussischen Vereinigung der Chemieindustrie „degradiert“. Am 13. Juli 1930 wurde auch Tomski aus dem Politbüro und aus dem ZK ausgeschlossen, und Rykow verlor 1930 seine Ämter im Politbüro und als Vorsitzender des Rates der Volkskommissare (Regierungschef). 1932 wurde Tomski auf den Posten des Leiters der Vereinigung des staatlichen Verlagswesens abgeschoben, den er bis März 1936 innehatte.
Im ersten Moskauer Prozess vom August 1936 gegen Sinowjew und Kamenew wurde er als Person mit „terroristischen Verbindungen“ erwähnt. Tomski sandte noch eine Ergebenheitsadresse an Stalin, in der er ihn den „konsequentesten und klarsichtigsten Schüler Lenins“ nannte, was ihm jedoch nicht mehr half. Angesichts der drohenden Verhaftung durch das NKWD erschoss er sich am 22. August 1936 in Bolschewo bei Moskau. Stalin kommentierte, Tomskis Suizid sei „die Bestätigung für seine Schuld vor der Partei“.  Postum wurde er im 3. Moskauer Prozess (März 1938) gegen Bucharin und Rykow wegen Hochverrats und anderer Delikte verurteilt und zum „Volksfeind“ erklärt.
Während der Perestroika wurde Tomski 1988 rehabilitiert.

## Werke in deutscher Sprache
- Abhandlungen über die Gewerkschaftsbewegung in Russland, Verlag der Kommunistischen Internationale, Hamburg 1921. (Digitalisat)
- Der gegenwärtige Stand der Gewerkschaftsbewegung in Rußland, Führer Verlag, Berlin 1923.
- Zum Problem der Einheit der Internationalen Gewerkschaftsbewegung, Internationaler Verlag „Die Einheit“, Brüssel 1926.
- Gewerkschaftsbewegung. Partei und Staat, Zentralrat der Gewerkschaften der UdSSR, Moskau 1927.